# 萨姆·博斯沃思
萨姆·博斯沃思（英語：Sam Bosworth，1994年4月5日—），新西兰男子赛艇运动员。他曾代表新西兰参加2020年夏季奥林匹克运动会赛艇比赛，获得男子八人单桨有舵手金牌。